# Jamay, San Luis Potosí
Jamay är en ort i Mexiko.   Den ligger i kommunen Zaragoza och delstaten San Luis Potosí, i den centrala delen av landet, 300 km nordväst om huvudstaden Mexico City. Jamay ligger 1 967 meter över havet och antalet invånare är 285.
Terrängen runt Jamay är kuperad österut, men västerut är den platt. Terrängen runt Jamay sluttar västerut. Runt Jamay är det ganska glesbefolkat, med 31 invånare per kvadratkilometer. Närmaste större samhälle är Zaragoza, 5,5 km norr om Jamay. Omgivningarna runt Jamay är i huvudsak ett öppet busklandskap.